# Jezus w islamie
Arabskie i muzułmańskie imię jednego z proroków islamu – Jezusa brzmi Isa ibn Marjam (arab. ‏عيسى بن مريم‎). Imię to jest wspominane 25 razy w Koranie.
Według Koranu był wcześniej namaszczony na proroka (nie na Mesjasza) i stworzony przez Allaha w łonie Maryi bez udziału mężczyzny, ale nie był Bogiem lub drugą osobą chrześcijańskiej Trójcy. Ortodoksyjny islam zaleca oddawanie czci wyłącznie Allahowi, dlatego ubóstwianie Jezusa przez chrześcijan uznaje za odchylenie. Według islamu Koran stoi tym samym na straży czystego monoteizmu (tauhid) zamykającego się w formule „nie ma boga prócz Boga”.
Koran uznaje znaczenie nauczania Jezusa i boskie natchnienie słów, które przekazywał. Wzywa muzułmanów do oczekiwania na ponowne przyjście Jezusa:
Jezus będzie przykładem i nauką poprzedzającą zbliżenie Ostatecznego Sądu. Strzeżcie się wątpić o jego przyjściu. Niech szatan nie sprawi abyście odrzucili tę prawdę; on jest waszym otwartym nieprzyjacielem. Skoro Jezus pokazał się wśród cudów na ziemi, rzekł do ludzi: Przychodzę objawić wam prawdę, i oświecić was w wątpliwościach waszych. Bójcie się Boga, a mojej nauki trzymajcie się. On jest moim i waszym Panem! Służcie Mu, oto jest droga zbawienia. (Koran, 43:61-64 TB tłumaczenie/interpretacja Jana Murzy Tarak Buczackiego, Warszawa 1858).
Koran o ukrzyżowaniu i zmartwychwstaniu Jezusa wypowiada się następująco:
Bóg powiedział do Jezusa: zesławszy na Ciebie śmierć, wzniosę cię do Siebie, będziesz uwolnionym od niewiernych i nad nich, aż do Dnia Sądnego będą wywyższeni ci, którzy za tobą pójdą; wszyscy do Mego powrócicie Sądu, a ja wasze sprawy rozsądzać będę. (Koran, 3:48, tłum. Jan Murza Tarak Buczacki).
I rzekli [Żydzi]: skazaliśmy na śmierć Mesjasza, Jezusa Syna Marii posłańca Bożego; lecz oni go nie skazali na śmierć i nie ukrzyżowali: postać pozorna ciała zwiodła ich okrucieństwa. Ci, którzy się o to sprzeczają, zostają w samych wątpliwościach, nie oświeca ich prawdziwa nauka, a tylko sposób ich sądzenia. Oni nie zabili rzeczywiście Jezusa; Bóg go wziął do siebie, ponieważ On jest potężny i mądry. (Koran, 4:155, tłum. J.M.T.B.). 
W islamie Isa ibn Marjam (Jezus) jest najważniejszym zaraz po Mahomecie prorokiem.